# ブラックスプロイテーション

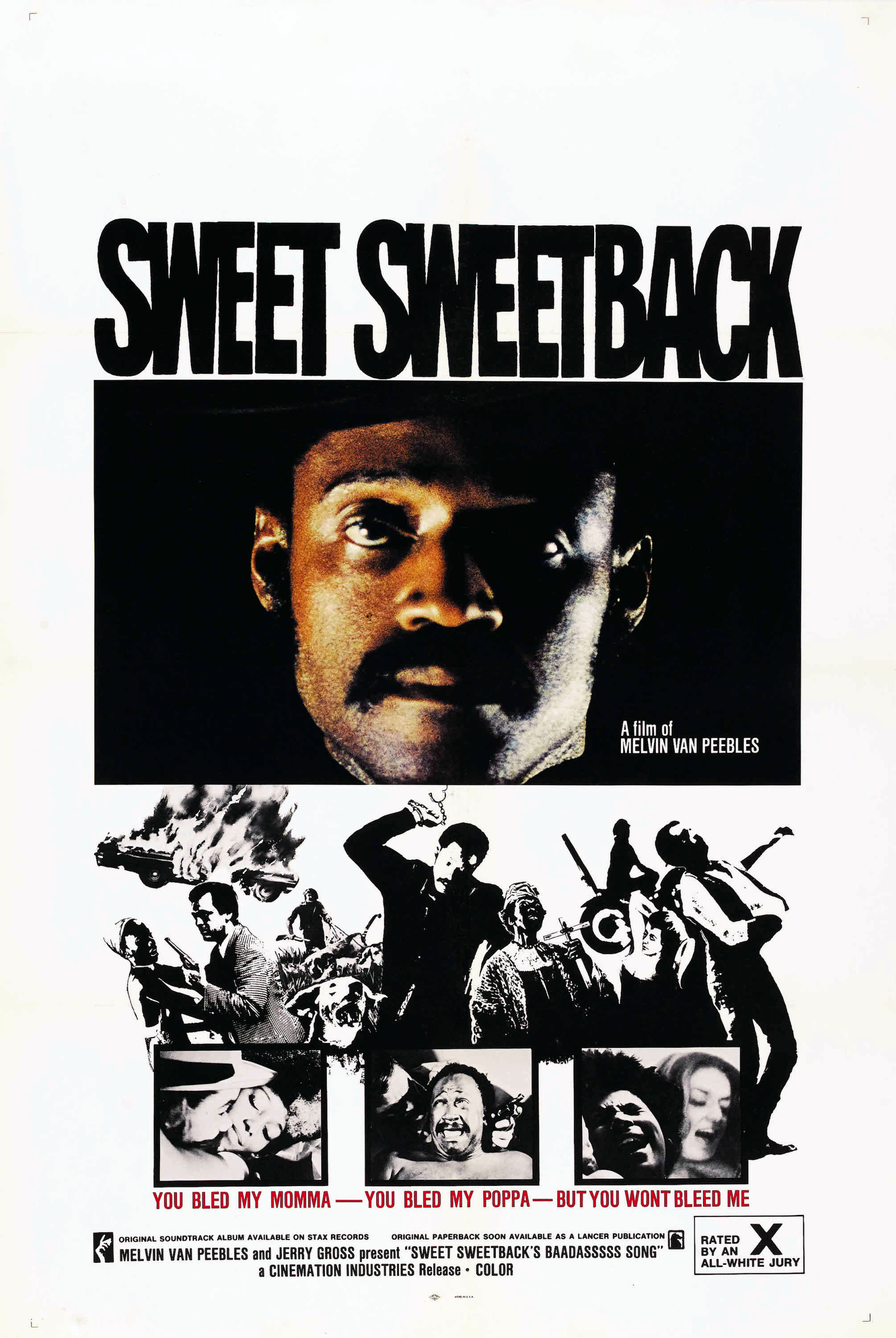
『スウィート・スウィートバック』のポスター

ブラックスプロイテーション(Blaxploitation) とは、1970年代前半にアメリカで生まれた映画のジャンル。主に、アフリカ系アメリカ人を客層として想定したエクスプロイテーション映画。

## 内容
ブラックスプロイテーション映画は黒人の監督に、キャスト、音楽担当も黒人で、サウンド・トラックにR&B、ファンクやソウルミュージックを使用した。1970年には5本ほどのブラック・ムービーが制作されたが、高い評価は得られなかった。ヴァラエティ誌によると、1971年の『スウィート・スウィートバック』 (Sweet Sweetback's Baadasssss Song) がブラックスプロイテーションというジャンルの始まりとされ、この作品はインディペンデント映画であったにもかかわらず、興行収入ランキングでフランコ・ゼフィレッリの映画を蹴落とすほどの大ヒットとなった。ハリウッド資本の『黒いジャガー』がこのジャンルの始まりだとするダリウス・ジェームズなどの意見もある。映画の内容がA級だったのは「スウィートバックス」と『吸血鬼ブラキュラ』ぐらいで、全体的にB級映画が多かったのが、初期ブラック・ムービーの特徴だった。
映画の舞台設定が大都市の場合、ゲットーが主な舞台となり、ポン引き、麻薬密売人、ヒットマン、アフロヘアーの黒人、ドラッグ、ベッドシーン、浴室シーンなどが登場した。また腐敗した白人警官や政府関係者、白人の麻薬組織といった、ネガティブな白人キャラクターが登場することも多かった。南部が舞台の場合にはプランテーションが主な舞台となることもあり、奴隷制や混血といったテーマが扱われる。初期のブラック・ムービーは映画の内容はB級だが、音楽はA級といった作品が多かった。これがスパイク・リーの時代になると、映画の内容はA級だが音楽はB級と変化していった現象が興味深い。黒人の社会的地位の向上が、映画にも反映していた。
『スウィート・スウィートバック』以降、多くのブラック・ムービーでファンク、ソウル、R&Bがサウンド・トラックに使用された。有名な例としてはカーティス・メイフィールドの『スーパーフライ』や、アイザック・ヘイズの『黒いジャガーのテーマ』などがある。
ブラック・ムービーではリチャード・ラウンドツリー、ロン・オニール、ジム・ブラウン、パム・グリアらが主演を演じた。 ブラックスプロイテーションには観客にアピールするため、黒人のポン引きや麻薬密売人といったステレオタイプな人物が登場した。これは白人の側から見た黒人のイメージとも結びつき、ブラックスプロイテーションというジャンルの行き詰りを招いた。 全米黒人地位向上協会、南部キリスト教指導者会議 (Southern Christian Leadership Conference)、全米都市協会 (Urban League)といった黒人団体が共同でブラックスプロイテーション映画に反対した。こういった運動には多くのアフリカ系の映画人たちの賛同もあり、1970年代末にはブラックスプロイテーション映画は姿を消してしまった。

## 評価
映画批評家の中にはこのジャンルの作品は、アフリカ系アメリカ人がスクリーンに登場する大きなきっかけとなったと、肯定的に評価している者もいる。更に将来の映画人たちが、インナーシティの貧困といった問題を扱うルーツともなった。1990年代初めになって、アフリカ系の映画人たちが、黒人の生活を描いたブラック・ムービーを制作した。その中にはスパイク・リーの『ドゥ・ザ・ライト・シング』やジョン・シングルトンの『ボーイズ'ン・ザ・フッド』などがある。
1997年にはクエンティン・タランティーノ監督によるブラックスプロイテーション映画へのオマージュ作品『ジャッキー・ブラウン』がパム・グリア出演により公開された。2002年にはブラックスプロイテーション映画の歴史を描いたドキュメンタリー『バッドアス・シネマ』が公開された。
2009年には、ブラックスプロイテーションの雰囲気を再現した『ブラックダイナマイト』が制作され、注目された。同作はアダルトスイムでのテレビアニメシリーズも制作されヒットした。

## 代表的な作品
- ロールスロイスに銀の銃（コットン・カムズ・トゥ・ハーレム）（1970年） - オシー・デイヴィス監督
- スウィート・スウィートバック（1971年） - メルヴィン・ヴァン・ピーブルズ監督・主演
- 黒いジャガー（1971年） - ゴードン・パークス監督、リチャード・ラウンドツリー主演。2本の続編も作られた。音楽担当・アイザック・ヘイズ
- Hit Man（1972年、日本未公開） - バーニー・ケイシー主演
- スーパーフライ（1972年） - ゴードン・パークス・Jr監督、ロン・オニール主演。音楽担当・カーティス・メイフィールド。
- 110番街交差点（1972年） - アンソニー・クイン主演、ボビー・ウーマックによる主題歌で知られる。
- 野獣戦争（1972年） - 原題「トラブル・マン」。音楽担当・マーヴィン・ゲイ
- 吸血鬼ブラキュラ（1972年）
- カムバック・チャールストン・ブルー（1972年）、音楽担当・ダニー・ハサウェイ、クインシー・ジョーンズ
- 黒いジャガー アフリカ作戦（1973年）、音楽担当・ジョニー・ペイト。他にランバート&ポッター、フォートップスも音楽を担当。
- スクリーム・ブラキュラ・スクリーム（1973年）
- ブランケンスタイン（1973年）
- ブラック・シーザー（1973年） - フレッド・ウィリアムソン出演,ラリー・コーエン (監督、脚本、制作)。音楽担当・ジェームス・ブラウン
- クレオパトラ危機突破/ダイナマイト諜報機関（1973年） - タマラ・ドブソン主演
- マシンガン用心棒（スローターズ・ビッグ・リップ・オフ）（1973年） - ジム・ブラウン主演。音楽担当・ジェームス・ブラウン。
- ザ・マック（1973年）、音楽担当・ウィリー・ハッチ。
- ゴードンズ・ウォー（1973年）
- ヘル・アップ・イン・ハーレム（1973年）、 音楽担当・エドウィン・スター
- コフィー（1974年） - パム・グリア主演
- フォクシー・ブラウン（1974年） - パム・グリア主演
- スーパーフライTNT（1974年）、音楽担当・オシビサ
- タフ・ガイズ（スリー・タフ・ガイズ）（1974年）、音楽担当・アイザック・ヘイズ
- トラック・ターナー（1974年）音楽担当・アイザック・ヘイズ
- クローデイーン（1974年） - 音楽担当・カーティス・メイフィールド。歌はグラディス・ナイト&ピップス。
- ウィリー・ダイナマイト（1974年）
- ブラック・ゴッドファーザー（1974年）
- ブラック・アイ（1974年）
- 黒帯ドラゴン（ブラック・ベルト・ジョーンズ）（1974年）- 出演：ジム・ケリー、監督：ロバート・クローズ
- レッツ・ドゥ・イット・アゲイン（1975年）、音楽担当・カーティス・メイフィールド。歌はステイプル・シンガーズ
- ザ・ブラック・ゲスタポ（1975年）
- ドクター・ブラック・ミスター・ハイド（1975年）
- マンディンゴ（1975年）
- ドラム（1976年）
- ブラック・サムライ（1976年）
- ディスコ・ゴッドファーザー（1979年）
- ホットシティ（1996年）フレッド・ウィリアムソン、ジム・ブラウン、パム・グリア、ポール・ウィンフィールド、リチャード・ラウンドトゥリー、ロン・オニール、イザベル・サンフォード出演、ラリー・コーエン (監督、制作)

## ブラック・ムービー
- シーズ・ガッタ・ハブ・イット（1985年）
- スクール・デイズ（1988年）
- ドゥ・ザ・ライト・シング[9]（1989年）
- モー・ベター・ブルース[10]
- ファイブ・ハートビーツ[11]（1991年）
- ニュー・ジャック・シティ[12]（1991年）
- ジュース[13]（1992年）
- マルコムX（1992年）
- アバーブ・ザ・リム（1994年）
- ジェーソンズ・リリック[14]（1994年）